# Abu Dhabi Islamic Bank (Egypt)
Abu Dhabi Islamic Bank – Egypt S.A.E. (ADIB Egypt) ist eine ägyptische Bank mit Sitz in Kairo, die seit 2007 auf dem ägyptischen Markt tätig ist. Es handelt sich um die Tochtergesellschaft der Abu Dhabi Islamic Bank PJSC aus den Vereinigten Arabischen Emiraten. Sie konzentriert sich darauf, ein breites Spektrum an schariakonformen Banklösungen anzubieten, und ist in vier Bereichen tätig:
- Privatkundengeschäft (37,3 % der Einnahmen)
- Business Banking (33,7 %)
- Investmentbanking (21,6 %)
- Sonstiges (7,4 %)

Ende 2022 verfügte die Gruppe über 56,6 Milliarden EGP an laufenden Einlagen und ein Netz von 70 Filialen in Ägypten. Sie hat folgende Tochtergesellschaften: ADIB Capital (Investmentbanking), ADILease (Leasinggesellschaft) und ADIB Invest (Vermögensverwaltung).
Im Jahr 2024 wurde das Unternehmen auf Platz 13 der Forbes-Liste der 50 wertvollsten Unternehmen in Ägypten geführt.
Es ist Mitglied im EGX 30 Index an der Egyptian Exchange. Die größten Aktionäre sind die Abu Dhabi Islamic Bank PJSC (53,2 %), die Emirates International Investment Company LCC (13,44 %) und die Respond Investment LLC Proprietorship LLC (5,19 %).

## Geschichte
Abu Dhabi Islamic Bank – Egypt nahm ihren Betrieb in Ägypten nach der Übernahme der National Bank for Development durch das emiratische Konsortium zwischen der Abu Dhabi Islamic Bank und der Emirates International Investment Company im Jahr 2007 auf. Seit dieser Zeit hat sie sich zu einer der führenden islamischen Banken im arabischen Raum entwickelt und für ihre schariakonformen Angebote zahlreiche Preise erhalten.